# Zanthoxylum cucullatipetalum
Zanthoxylum cucullatipetalum är en vinruteväxtart som beskrevs av André Guillaumin. Zanthoxylum cucullatipetalum ingår i släktet Zanthoxylum och familjen vinruteväxter. Inga underarter finns listade i Catalogue of Life.